# Vårgårda West Sweden
Vårgårda West Sweden (tidligere Open de Suède Vårgårda) er et elite professionelt cykelløb for kvinder, og afholdet hvert år i Vårgårda kommun i Sverige. Løbet blev etableret i 2006, den åbne del, Vårgårda West Sweden, var en del af UCI Women's Road World Cup indtil 2015 styres af Swedish Cycling Federation. Siden 2016 har løbet været en del af det nye UCI Women's World Tour.
Siden 2008 har en holdtidskørsel været afholdt samtidig som hovedløbet som en del af UCI Women's Road World Cup.

## Vindere

### Linjeløb
| År   | Vinder               | Toer              | Treer            |        |
| ---- | -------------------- | ----------------- | ---------------- | ------ |
| 2006 | Susanne Ljungskog    | Nicole Cooke      | Monica Holler    |        |
| 2007 | Chantal Beltman      | Karin Thürig      | Noemi Cantele    |        |
| 2008 | Kori Kelley Seehafer | Kimberly Anderson | Charlotte Becker |        |
| 2009 | Marianne Vos         | Kirsten Wild      | Emma Johansson   |        |
| 2010 | Kirsten Wild         | Adrie Visser      | Emma Johansson   |        |
| 2011 | Annemiek van Vleuten | Ellen van Dijk    | Nicole Cooke     |        |
| 2012 | Iris Slappendel      | Hanka Kupfernagel | Marianne Vos     |        |
| 2013 | Marianne Vos         | Emma Johansson    | Amy Pieters      |        |
| 2014 | Chantal Blaak        | Amy Pieters       | Roxane Knetemann |        |
| 2015 | Jolien D'Hoore       | Giorgia Bronzini  | Lisa Brennauer   |        |
| 2016 | Emilia Fahlin        | Lotta Lepistö     | Chantal Blaak    |        |
| 2017 | Lotta Lepistö        | Marianne Vos      | Leah Kirchmann   |        |
| 2018 | Marianne Vos         | Kirsten Wild      | Lotta Lepistö    |        |
| 2019 | Marta Bastianelli    | Marianne Vos      | Lorena Wiebes    |        |
| 2020 | aflyst               | aflyst            | aflyst           | aflyst |
| 2021 | aflyst               | aflyst            | aflyst           | aflyst |
| 2022 | Audrey Cordon-Ragot  | Georgi Pfeiffer   | Valerie Demey    |        |
| 2023 | aflyst               | aflyst            | aflyst           | aflyst |

### Holdtidskørsel
| År   | Vinder | Toer | Treer |
| ---- | --- | --- | --- |
| 2008 | Cervélo–Lifeforce Pro Cycling Team Priska Doppmann Karin Thürig Christiane Soeder Carla Ryan                                                                       | Team Columbia Women Linda Villumsen Ina-Yoko Teutenberg Alexis Rhodes Kimberly Anderson                                                                                          | Equipe Nürnberger Versicherung Charlotte Becker Suzanne de Goede Christina Becker Marie Lindberg                                                                    |
| 2009 | Cervélo TestTeam Kristin Armstrong Regina Bruins Carla Ryan Christiane Soeder Kirsten Wild Sarah Düster                                                            | Team Columbia–HTC Women Kimberly Anderson Chantal Beltman Emilia Fahlin Ina-Yoko Teutenberg Ellen van Dijk Linda Villumsen                                                       | Team Flexpoint Susanne Ljungskog Mirjam Melchers Loes Gunnewijk Loes Markerink Trine Schmidt Iris Slappendel                                                        |
| 2010 | Cervélo TestTeam Charlotte Becker Regina Bruins Iris Slappendel Kirsten Wild                                                                                       | Team HTC–Columbia Women Judith Arndt Ellen van Dijk Adrie Visser Linda Villumsen                                                                                                 | Nederland Bloeit Liesbet De Vocht Loes Gunnewijk Annemiek van Vleuten Marianne Vos                                                                                  |
| 2011 | HTC–Highroad Women Judith Arndt Charlotte Becker Amber Neben Ellen van Dijk                                                                                        | AA-Drink Cycling Team Lucinda Brand Linda Melanie Villumsen Kirsten Wild Trixi Worrack                                                                                           | Garmin-Cervélo Elizabeth Armitstead Noemi Cantele Sharon Laws Emma Pooley Iris Slapendel                                                                            |
| 2012 | Team Specialized–lululemon Charlotte Becker Amber Neben Evelyn Stevens Ina Teutenberg Ellen van Dijk Trixi Worrack                                                 | Orica-AIS Judith Arndt Shara Gillow Loes Gunnewijk Claudia Häusler Alexis Rhodes Linda Villumsen                                                                                 | Rabobank Women Cycling Team Tatiana Antoshina Thalita de Jong Liesbet De Vocht Roxane Knetemann Iris Slappendel Marianne Vos                                        |
| 2013 | Specialized–lululemon Ellen van Dijk (NED) Evelyn Stevens (USA) Lisa Brennauer (GER) Trixi Worrack (GER) Carmen Small (USA) (+ 3' 46) Loren Rowney (AUS) (DNF)     | Rabobank–Liv Giant Marianne Vos (NED) Annemiek van Vleuten (NED) Thalita de Jong (NED) Lucinda Brand (NED) Pauline Ferrand-Prévot (FRA) (+ 3") Roxane Knetemann (NED) (+ 3' 44") | Orica-AIS Emma Johansson (SWE) Amanda Spratt (AUS) Melissa Hoskins (AUS) Shara Gillow (AUS) Loes Gunnewijk (NED) (+ 5' 56") Jessie MacLean (AUS) (+ 5' 56")         |
| 2014 | Specialized–lululemon Trixi Worrack (GER) Evelyn Stevens (USA) Karol-Ann Canuel (CAN) Lisa Brennauer (GER) Chantal Blaak (NED)                                     | Rabo-Liv Marianne Vos (NED) Thalita de Jong (NED) Annemiek van Vleuten (NED) Anna van der Breggen (NED)                                                                          | Boels-Dolmans Ellen van Dijk (NED) Lizzie Armitstead (GBR) Christine Majerus (LUX) Megan Guarnier (USA)                                                             |
| 2015 | Rabo-Liv Lucinda Brand (NED) Thalita de Jong (NED) Shara Gillow (AUS) Anna van der Breggen (NED) Katarzyna Niewiadoma (POL) (+ 2' 59") Moniek Tenniglo (NED) (DNF) | Velocio–SRAM Trixi Worrack (GER) Alena Amialiusik (BLR) Karol-Ann Canuel (CAN) Lisa Brennauer (GER) Élise Delzenne (FRA) (+ 5' 41") Mieke Kröger (GER) (DNF)                     | Boels-Dolmans Chantal Blaak (NED) Lizzie Armitstead (GBR) Christine Majerus (LUX) Evelyn Stevens (USA) Katarzyna Pawłowska (POL) (+ 5' 36") Romy Kasper (GER) (DNF) |
| 2016 | Boels-Dolmans Elizabeth Armitstead (GBR) Chantal Blaak (NED) Ellen van Dijk (NED) Karol-Ann Canuel (CAN) Katarzyna Pawłowska (POL) Evelyn Stevens (USA)            | Cervélo-Bigla Pro Cycling Ashleigh Moolman (RSA) Joëlle Numainville (CAN) Stephanie Pohl (GER) Lotta Lepistö (FIN) Lisa Klein (GER) Nicole Hanselmann (SUI)                      | Rabo-Liv Anouska Koster (NED) Roxane Knetemann (NED) Shara Gillow (AUS) Marianne Vos (NED) Moniek Tenniglo (NED) Anna van der Breggen (NED)                         |
| 2017 | Boels-Dolmans Chantal Blaak (NED) Karol-Ann Canuel (CAN) Amalie Dideriksen (DEN) Christine Majerus (LUX) Amy Pieters (NED) Anna van der Breggen (NED)              | Cervélo-Bigla Pro Cycling Nicole Hanselmann (SUI) Lisa Klein (GER) Clara Koppenburg (GER) Lotta Lepistö (FIN) Ashleigh Moolman (RSA) Cecilie Uttrup Ludwig (DEN)                 | Canyon-SRAM Hannah Barnes (GBR) Lisa Brennauer (GER) Elena Cecchini (ITA) Mieke Kröger (GER) Alexis Ryan (USA) Trixi Worrack (GER)                                  |